# Brachyllus cechovskyi
Brachyllus cechovskyi är en skalbaggsart som beskrevs av Guido Sabatinelli och Pontuale 1997. Brachyllus cechovskyi ingår i släktet Brachyllus och familjen Melolonthidae. Inga underarter finns listade.